# Grammy Award for Best Sound Track Album or Recording of Original Cast From a Motion Picture or Television
Der Grammy Award for Best Sound Track Album or Recording of Original Cast From a Motion Picture or Television, auf Deutsch „Grammy-Auszeichnung für das beste Soundtrack-Album oder die beste Aufnahme von Film- oder Fernsehmusik“, ist ein Musikpreis, der von 1959 bis 1962 von der amerikanischen Recording Academy verliehen wurde.

## Geschichte und Hintergrund
Die seit 1959 verliehenen Grammy Awards werden jährlich in zahlreichen Kategorien von der Recording Academy in den Vereinigten Staaten vergeben, um künstlerische Leistung, technische Kompetenz und hervorragende Gesamtleistung ohne Rücksicht auf die Album-Verkäufe oder Chart-Position zu würdigen.
Eine dieser Kategorien war der Grammy Award for Best Sound Track Album or Recording of Original Cast From a Motion Picture or Television. Der Preis wurde in den Jahren 1959 bis 1962 vergeben. Der Name der Preiskategorie wurde zwei Mal geändert:
- 1959 hieß die Auszeichnung Grammy Award for Best Sound Track Album, Dramatic Picture Score or Original Cast
- 1960 nannte sie sich Grammy Award for Best Sound Track Album, Original Cast - Motion Picture or Television
- Von 1961 bis 1962 wurde sie umbenannt in Grammy Award for Best Sound Track Album or Recording of Original Cast From a Motion Picture or Television.

## Gewinner und Nominierte
| Jahr | Gewinner                                               | Nationalität       | Album           | Nominierte | Bild des/der Gewinner(s) |
| ---- | ------------------------------------------------------ | ------------------ | --------------- | --- | ------------------------ |
| 1959 | André Previn                                           | Vereinigte Staaten | Gigi            | - Auntie Mame — Ray Heindorf - The Bridge on the River Kwai — Malcolm Arnold - I Want to Live! — Johnny Mandel - South Pacific — Alfred Newman        |                          |
| 1960 | André Previn und Ken Darby                             | Vereinigte Staaten | Porgy and Bess  | - The Five Pennies - For the First Time — Mario Lanza - Sleeping Beauty - Some Like It Hot                                                            |                          |
| 1961 | Cole Porter                                            | Vereinigte Staaten | Can-Can         | - Anruf genügt – komme ins Haus — Betty Comden, Jule Styne und Adolph Green - G.I. Blues — Elvis Presley - Li’l Abner — Nelson Riddle                 |                          |
| 1962 | Irwin Kostal, Johnny Green, Saul Chaplin und Sid Ramin | Vereinigte Staaten | West Side Story | - Babes in Toyland — Tutti Camarata - Blue Hawaii — Elvis Presley - Flower Drum Song — Alfred Newman und Ken Darby - The Parent Trap — Tutti Camarata |                          |